# Cibermetodología
La cibermetodología es un nuevo campo emergente que se centra en el desarrollo creativo y el uso de métodos de investigación tecnológicos y computacionales para el análisis de fuentes de datos de próxima generación como por ejemplo Internet. El primer programa académico oficial en Cibermetodología está siendo llevado a cabo en la Universidad de California, Los Ángeles.

## Antecedentes
La cibermetodología es la extensión de dos campos académicos relativamente nuevos. El primero es tecnología y sociedad. Este campo se centra en el impacto de la investigación e innovación en la sociedad así como en cuestiones relacionadas con la política. Muchas universidades, incluido Berkeley, Cornell, MIT y Stanford ofrecen grados y/o programas de estudio en este y otros campos relacionados. Un punto fuerte de los estudios en tecnología y sociedad es que se entrecruza con las ciencias naturales y sociales, ingeniería y políticas públicas.
Los estudios de Internet forman el segundo campo integrado estrechamente con la cibermetodología. Este campo recientemente desarrollado ha generado programas en varias universidades incluyendo Minnesota, Washington, Brandeis y Georgetown. Los estudios de Internet acarrean el estudio del funcionamiento fundamental de Internet así como el aprendizaje sobre entidades y problemas como la seguridad en Internet, comunidades y juegos en línea, la cultura de Internet y la propiedad intelectual.

## La naturaleza de la cibermetodología
La cibermetodología es el componente de los estudios de Internet y la tecnología que se refiere específicamente a la utilización de innovadores métodos de análisis basados en la tecnología, nuevas fuentes de información, y conceptualizaciones con el fin de entender mejor el comportamiento humano. Se caracteriza por el uso, como fuentes de información principales, de entidades emergentes como los mundos virtuales, blogs, mensajes de texto, juegos en línea (mmorpgs), redes sociales, alojamiento de vídeos, wikis, motores de búsqueda, y otras numerosas herramientas innovadores y actividades disponibles en la web.  Entre los componentes principales de la cibermetodología están:
1. Ciber-instrucción básica, conocimientos básicos sobre las tecnologías de la información y las herramientas de Internet como aplicaciones de análisis y estadística, recursos electrónicos, dispositivos digitales, y el uso de Internet como fuente de información.
2. El ciclo de vida de la investigación, conocimientos sobre el ciclo de vida de la información desde su adquisición e introducción hasta su archivamiento y accesibilidad.
3. Tecnologías no lineales, incluyendo hipervínculos, encuestas dinámicas y métodos tecnológicos como la neuroimagen.
4. Conceptos de programación, incluyendo la habilidad de crear nuevas herramientas de investigación interactivas.
5. Métodos analíticos y su relación con los diferentes tipos de información: no lineal, cualitativa, espacial, procesos variables en el tiempo, e información basada en agentes como las reglas de la interacción social y representaciones mentales de agentes
6. Modos de internación que se extienden más allá de las entrevistas persona a persona, trabajo de campo, y encuestas anónimas a entornos contemporáneos como son las comunidades virtuales y la interacción a través de juegos y mundos virtuales.
7. Presentación de la investigación incluyendo el uso de nuevas técnicas de comunicación,[3] cuestiones planteadas por la rápida difusión, intencionada o no, de los resultados  a través de medios electrónicos u la naturaleza dinámica potencialmente interactiva de la ciber-investigación.
8. Meta-instrucción, la habilidad de evaluar críticamente los métodos, herramientas y resultados de la ciber-investigación.